# Refuge du Soreiller
Il refuge du Soreiller (2.719 m s.l.m.) è un rifugio situato sul massiccio des Écrins nel dipartimento francese dell'Isère.

## Caratteristiche
Il rifugio è costruito sotto l'imponente mole dell'Aiguille Dibona nel massiccio del Soreiller.
Appartiene alla  Société des touristes du Dauphiné (Società dei turisti del Delfinato).

## Accesso
Il rifugio è raggiungibile partendo dalla strada che da Saint-Christophe-en-Oisans conduce alla località La Bérarde e fermandosi 3 km prima della località. Da dove si lascia l'auto si sale in direzione nord e si raggiunge il rifugio in circa tre ore.

## Ascensioni
Il rifugio è punto di partenza di diverse salite alpinistiche alle seguenti montagne:
- Aiguille du Plat de la Selle - 3.596 m
- Tête du Rouget - 3.418 m
- Aiguille Orientale du Soreiller - 3.382 m
- Aiguille Centrale du Soreiller - 3.338 m
- Aiguille Occidentale du Soreiller - 3.280 m
- Aiguille Dibona - 3.131 m